# Mauro Carbone
Mauro Carbone (Mantova, 8 dicembre 1956) è un filosofo, saggista e traduttore italiano.

Dal 2022 è professore emerito di Filosofia presso l'Università Jean Moulin Lyon 3 di Lione, dove dal 2009 è stato professore ordinario (dal 2016 "Professeur de Classe exceptionnelle"), insegnando Estetica, Teoria delle immagini, Cultura visuale; dal 2012 al 2017 è stato membro senior dell'Institut Universitaire de France, di cui ora è membro onorario. Si occupa principalmente di questioni di estetica contemporanea. Collabora con l’inserto Nòva de Il Sole 24 ore.

## Biografia
Mauro Carbone si laurea nel 1980 in Storia della Filosofia Contemporanea presso l'Università degli Studi di Bologna con la tesi dal titolo "Il problema del soggetto nella storia: Merleau-Ponty e il marxismo". Nel 1985 consegue il Diploma di Perfezionamento in Metodologia della Ricerca filosofica e Filosofia delle scienze presso l'Università degli Studi di Padova. Nel 1990 ottiene il dottorato di ricerca presso l'Institut Supérieur de Philosophie dell'Université Catholique de Louvain, in Belgio, con la tesi dal titolo "À partir de Cézanne et de Proust. La philosophie de l'expression de Maurice Merleau-Ponty", premiata dall'Académie Royale de Belgique. Dal 1994 è stato ricercatore presso l'Università degli Studi di Milano, dove nel 2001 è diventato professore associato di Estetica, inaugurando tre anni più tardi la cattedra di Estetica Contemporanea, che ha tenuto sino al 2009. Carbone è l'ideatore della rivista "Chiasmi International. Pubblicazione trilingue intorno al pensiero di Merleau-Ponty" di cui è condirettore sin dalla fondazione avvenuta nel 1999. È stato professore invitato in varie Università francesi e italiane, a Morelia (1999 e 2005), alla New School for Social Research di New York (2007), all'Università di Pechino (2009 e 2024), a quella di Shanghai (2023 e 2024) alla Chinese University di Hong Kong (2010) e alla Rikkyo University di Tokyo (2019). Nella primavera del 2005 è stato fellow dell'Italian Academy for Advanced Studies presso la Columbia University di New York e nella primavera del 2011 Distinguished Visiting International Scholar presso l'Università del Rhode Island. Nel 2005 ha scritto, in collaborazione con Paolo Bignamini, Condannàti alla libertà, adattamento teatrale del romanzo di Sartre L'età della ragione, che è stato messo in scena in quello stesso anno. Tra il 2008 e il 2010 è stato tra i fondatori e direttori dell'European Network in Contemporary French Philosophy (ENCFP) insieme con Miguel de Beistegui, University of Warwick (UK), A. Davidson, Università degli Studi di Pisa (IT) e F. Worms, École Normale Supérieure (FR), il quale, con il sostegno del «Leverhulme Trust», ha organizzato un Programma internazionale di ricerca sulla filosofia del XX secolo in Francia concentrandolo su alcune delle sue figure più importanti e sulle parole-chiave «l'essere, la vita, il concetto». Nel 2009 ha lasciato l'Università degli Studi di Milano essendo divenuto professore ordinario presso l'Université Jean Moulin Lyon 3. Dal 2002 dirige la collana filosofica italiana «L'occhio e lo spirito. Estetica, fenomenologia, culture visuali» e quella francese «L'œil et l'esprit. Esthétique, phénoménologie, cultures visuelles» (quest'ultima con Pierre Rodrigo dal 2011 al 2015) per Mimesis Edizioni.

## Aree di Studio
Mauro Carbone ha inizialmente concentrato i suoi studi sulla fenomenologia di Maurice Merleau-Ponty, indagandone il duplice ma unitario significato estetico di riflessione filosofica sull'esperienza percettiva e sull'esperienza artistica attraverso l'esame del parallelo interesse manifestato da Merleau-Ponty per l'opera pittorica di Paul Cézanne e per quella letteraria di Marcel Proust. Tale indirizzo di studi si è allargato dapprima a una più vasta considerazione della fenomenologia e poi a quella del pensiero post-strutturalistico sviluppatosi in Francia, pur mantenendosi imperniato sul parallelo interesse per la riflessione filosofica sulla pittura e sulla letteratura moderne. Questo ampliamento ha inoltre condotto gli studi di Carbone ad affrontare tematiche di carattere gnoseologico e ontologico, spingendolo anche a problematizzare il tradizionale rapporto tra la filosofia e la "non filosofia". Successivamente, tali orientamenti hanno trovato sbocco in una riflessione sul peculiare statuto delle immagini nella nostra epoca, sulle possibili implicazioni etico-politiche del rapporto con esse e sulla dimensione ontologica dell'"essere in comune" che in tali implicazioni troverebbe espressione.  Dal 2012 la sua attenzione si è andata sempre più concentrando sui mutamenti che il proliferare degli schermi nell'era digitale sta producendo sulle nostre vite. A questo scopo ha fondato e dirige il Gruppo internazionale di ricerca Vivre par(mi) les écrans. Con questa e con altre molteplici attività scientifiche ed editoriali ha dato un contributo decisivo allo sviluppo internazionale dell'area di studio denominata screen studies (studi sugli schermi). Mauro Carbone ha curato, tra l'altro, l'edizione italiana di quattro opere di Maurice Merleau-Ponty (Il visibile e l'invisibile; Linguaggio Storia Natura. Corsi al Collège de France, 1952-1961;  La Natura. Lezioni al Collège de France, 1956-1960; È possibile oggi la filosofia? Lezioni al Collège de France 1958-1959 e 1960-1961), di una di Jan Patočka (Saggi eretici sulla filosofia della storia) e di una di Ernst Cassirer (Eidos ed eidolon. Il problema del bello e dell'arte nei dialoghi di Platone).

## Pensiero
Il pensiero di Mauro Carbone è stato influenzato prevalentemente da quello di Maurice Merleau-Ponty, di cui ha sviluppato in maniera teoreticamente personale alcune nozioni che il filosofo francese aveva potuto soltanto abbozzare prima della sua morte improvvisa. Tra queste, spicca la nozione di "idea sensibile", intesa quale essenza che s'inaugura nel nostro incontro col sensibile e da questo rimane inseparabile, sedimentandosi in una peculiare temporalità retroflessa che Carbone chiama, con Merleau-Ponty, "tempo mitico". Alla prima di queste nozioni è dedicato il dittico composto dai volumi Ai confini dell'esprimibile. Merleau-Ponty a partire da Cézanne e da Proust (1990) e Una deformazione senza precedenti. Marcel Proust e le idee sensibili (2004). Nel secondo di questi volumi Carbone porta a sintesi le implicazioni filosofiche delle nozioni sopra citate nell'originale idea di "deformazione senza precedenti", con cui egli intende caratterizzare il peculiare statuto che a suo avviso la deformazione assume nell'arte del XX secolo al fine di staccarsi dal principio imitativo della rappresentazione e dunque dalla "concezione del modello inteso quale forma preliminarmente data". Alle nozioni sopra menzionate si è andata successivamente collegando quella di "precessione reciproca" tra immaginario e reale che Carbone ha proposto, sviluppando una formulazione di Merleau-Ponty, al fine di dar conto del prodursi della peculiare temporalità retroflessa detta "tempo mitico". Carbone ha cercato inoltre di sviluppare le implicazioni etico-politiche della concezione della memoria legata all'idea di "deformazione senza precedenti" nella sua riflessione sull'evento dell'11 settembre 2001, di cui ha sottolineato l'irriducibile carattere visivo indagandolo pertanto mediante un approccio anzitutto estetico.
A partire dal 2012, la riflessione sulle nostre attuali relazioni con gli schermi lo ha portato ad affermare la relativa autonomia di questi rispetto alle immagini e quindi a concentrarsi sui caratteri delle nostre esperienze schermiche secondo "un approccio fenomenologico e relazionistico". Tale approccio è stato proposto da Carbone anzitutto in Filosofia-schermi (2016), dove viene elaborata la nozione di « archi-schermo », che « mira […] a indicare quello dell’interfaccia di mostrazione e nascondimento come tema che attraversa tutta la cultura umana, delineandosi appunto nel differenziarsi tra le sue specifiche configurazioni storico-culturali ». Questa impostazione conduce a passare da una caratterizzazione oggettuale a una funzionale degli schermi, nonché a riconoscere loro lo statuto di « quasi-soggetti », evidenziato del resto dal loro potere di seduzione. Inoltre, questa impostazione porta ad sottolineare l’esigenza di elaborare un’antropologia delle esperienze schermiche. A ciò è dedicato il successivo Antropologia degli schermi (2024), scritto da Carbone insieme con Graziano Lingua e influenzato dall’esperienza della Pandemia di COVID-19. Qui si mostra che "Gli umani hanno costruito la loro cultura coevolvendo in relazione a schermi che nel tempo hanno assunto diverse funzioni ma hanno mantenuto per millenni la loro rilevanza strategica. I risultati del cambiamento, come della continuità, possono essere sorprendenti. Perché gli schermi non sono oggetti passivi sui quali vedere informazioni, ma tecnologie che contribuiscono a costruire attivamente le relazioni tra gli umani connessi e comunicanti, con ruoli apparentemente contraddittori: mostrano e nascondono, proteggono ed espongono." L'azione di queste coppie di funzioni viene esemplarmente rintracciata nel rapporto del nostro corpo (per questo indicato come "proto-schermo") con l’ambiente circostante, nonché in alcuni momenti-chiave della preistoria e della storia occidentale, per giungere sino all'impiego del corpo umano quale "quasi-protesi" indispensabile per il corretto funzionamento di talune tecnologie digitali indossabili. Il libro propone infine di leggere i mutamenti antropologici innescati da queste ultime dinamiche riprendendo da altri pensatori le nozioni di "dividuale" (Gilles Deleuze, Arjun Appadurai, Gerald Raunig) e di "dividuo" (Francesco Remotti) al fine sottolineare l'intrinseco carattere plurale e relazionale di ogni identità; nel contempo rielabora originalmente tali nozioni nel tentativo di cogliere la specificità dei fenomeni contemporanei presi in esame.

## Borse di Studio, Premi e riconoscimenti scientifici
- 1985 - Borsa di studio della Communauté française de Belgique presso l'Institut Supérieur de Philosophie dell'Université Catholique de Louvain-la-Neuve (Belgio).
- 1987 - Menzione speciale per la tesi di diploma di perfezionamento al concorso per il Premio del Ministero dei Beni Culturali e Ambientali per le scienze filosofiche.
- 1988 - Borsa di studio della Communauté française de Belgique presso l'Institut Supérieur de Philosophie dell'Université Catholique de Louvain-la-Neuve (Belgio).
- 1993 - Premio per la tesi di dottorato, nella Categoria delle Lettere, al concorso annuale dell'Académie Royale des sciences, des lettres et des beaux-arts del Belgio.
- 2005 - Fellowship all'Italian Academy for Advanced Studies in America, presso la Columbia University (New York).
- 2005 - Premio "Viaggio a Siracusa" assegnato (ex aequo) al libro Una deformazione senza precedenti in quanto migliore saggio italiano di carattere filosofico pubblicato nel 2004.
- 2009 - "Premio Internazionale Maurizio Grande", riservato a saggi d'argomento cinematografico, assegnato (ex aequo) al libro Sullo schermo dell'estetica. La pittura, il cinema e la filosofia da fare.
- 2005/2011 - Associate Fellow presso il Dipartimento di Filosofia dell'Università di Warwick (UK).
- 2011 - University of Rhode Island Distinguished Visiting International Scholar.
- 2012 - Premio civico "Virgilio d'oro" assegnato per meriti culturali dal Comune di Mantova.
- 2012/2017 - Membro senior dell'Institut Universitaire de France.
- 2019 - Responsabile scientifico del progetto di ricerca finanziato comme "Projet bourgeon" dall’Université Jean Moulin Lyon-3.

## Opere
1. Ai confini dell'esprimibile. Merleau-Ponty a partire da Cézanne e da Proust, Milano, Guerini e Associati, 1990, 1992, 1993.
2. Il sensibile e l'eccedente. Mondo estetico, arte, pensiero, Milano, Guerini e Associati, 1996.
3. Di alcuni motivi in Marcel Proust, Milano, Libreria Cortina, 1998.
4. La visibilité de l'invisible. Merleau-Ponty entre Cézanne et Proust, Hildesheim, Georg Olms Verlag, 2001.
5. La carne e la voce. In dialogo tra estetica ed etica, Milano, Mimesis, 2003 (con David Michael Levin).
6. The Thinking of the Sensible. Merleau-Ponty's A-Philosophy, Evanston (IL), Northwestern University Press, 2004.
7. Una deformazione senza precedenti. Marcel Proust e le idee sensibili, Macerata, Quodlibet, 2004; ed. ampliata "Proust et les idées sensibles", tr. fr. di S. Kristensen rivista da P. Rodrigo e dall'autore, Paris, Vrin, 2008; tr. ingl. di N. Keane, An unprecedented Deformation: Marcel Proust and the Sensible Ideas, Albany (NY), SUNY Press, 2010.
8. Essere morti insieme. L'evento dell'11 settembre 2001, Torino, Bollati Boringhieri, 2007.
9. Sullo schermo dell'estetica. La pittura, il cinema e la filosofia da fare, Milano, Mimesis Edizioni, 2008.
10. Merleau-Ponty, la chair des images: entre peinture et cinéma, Paris, Vrin, 2011.
11. Pensare (con) Patočka oggi, a cura di Mauro Carbone e Caterina Croce, Napoli, Orthotes Editrice, 2012.
12. Filosofia-schermi. Dal cinema alla rivoluzione digitale, Milano, Raffaello Cortina Editore, 2016.
13. Ver secundo o quadro, ver secundo as telas, Caxias du Sul, EDUCS, 2019.
14. Merleau-Ponty's Poetic of the World. Philosophy and Literature, con Galen Johnson ed Emmanuel de Saint Aubert, New York, Fordham University Press, 2020.
15. L'evento dell'11 settembre 2001. Quando iniziò il XXI secolo, Milano, Mimesis Edizioni, 2021.
16. Antropologia degli schermi. Mostrare e nascondere, esporre e proteggere, con Graziano Lingua, Roma, LUISS University Press, 2024.